# Trojitá koruna motorsportu
Trojitá koruna motorsportu je neoficiální závodní titul příslušející automobilovému závodníkovi, který získá tituly ve třech nejprestižnějších závodech:
- 500 mil Indianapolis
- 24 hodin Le Mans
- Grand Prix Monaka

Obdobná definice tvrdí, že místo vítězství v GP Monaka se má počítat titul mistra světa ve Formuli 1, což je aktuálně uznávaný stav.

## Držitelé titulu
| Závodník    | Indianapolis – vítěz | Le Mans – vítěz | Monaco Grand Prix – vítěz    | Mistr světa F1 |
| ----------- | -------------------- | --------------- | ---------------------------- | -------------- |
| Graham Hill | 1966                 | 1972            | 1963, 1964, 1965, 1968, 1969 | 1962, 1968     |

### Závodníci, kteří mají splněné dvě ze tří částí
Tučně jsou znázorněni aktuálně závodící jezdci.
| Závodník            | Indianapolis – vítěz   | Le Mans – vítěz  | Monaco Grand Prix – vítěz | Mistr světa F1 |
| ------------------- | ---------------------- | ---------------- | ------------------------- | -------------- |
| Tazio Nuvolari      | —                      | 1933             | 1932                      | —              |
| Maurice Trintignant | —                      | 1954             | 1955, 1958                | —              |
| Mike Hawthorn       | —                      | 1955             | —                         | 1958           |
| Phil Hill           | —                      | 1958, 1961, 1962 | —                         | 1961           |
| A. J. Foyt          | 1961, 1964, 1967, 1977 | 1967             | —                         | —              |
| Bruce McLaren       | —                      | 1966             | 1962                      | —              |
| Jim Clark           | 1965                   | —                | —                         | 1963, 1965     |
| Jochen Rindt        | —                      | 1965             | 1970                      | 1970           |
| Mario Andretti      | 1969                   | —                | —                         | 1978           |
| Emerson Fittipaldi  | 1989, 1993             | —                | —                         | 1972, 1974     |
| Jacques Villeneuve  | 1995                   | —                | —                         | 1997           |
| Juan Pablo Montoya  | 2000, 2015             | —                | 2003                      | —              |
| Fernando Alonso     | —                      | 2018             | 2006, 2007                | 2005, 2006     |